# Andrzej Baczewski
Andrzej Baczewski (ur. w Zarembach, obwód płocki) – porucznik, uczestnik Nocy listopadowej. Został wzięty do rosyjskiej niewoli, zesłany do Nolińska w guberni wiackiej, a następnie skazany zaocznie na karę śmierci przez Najwyższy Sąd Kryminalny.